# Elecciones del Distrito Metropolitano de Quito de 2009
Las elecciones municipales del Distrito Metropolitano de Quito de 2009 tuvieron lugar el 26 de abril de dicho año. Por sufragio directo de los electores a las dignidades que encabezan al Municipio del Distrito Metropolitano de Quito, y el candidato que recibió la mayoría de los votos (43.14%) para ser Alcalde Metropolitano de Quito fue Augusto Barrera de Alianza PAIS partido que además consiguió mayoría en el Concejo Metropolitano de Quito con 9 de los 15 Concejales Metropolitanos.

## Resultados

### Alcalde Metropolitano
| Partido                                                               | Candidato a Alcalde         | Votos   | %      |
| --------------------------------------------------------------------- | --------------------------- | ------- | ------ |
| Movimiento Alianza PAIS, Patria Altiva I Soberana                     | Augusto Barrera Guarderas   | 473.463 | 43,14% |
| Movimiento Municipalista por la Integridad Nacional - Movimiento VIVE | Antonio Ricaurte Román      | 296.571 | 27,02% |
| Concertación Nacional Democrática                                     | Nelson Maldonado Echeverría | 66.909  | 6,10%  |
| Partido Sociedad Patriótica 21 de Enero                               | Ramiro Borja Gallegos       | 60.520  | 5,51%  |
| Movimiento Acuerdo Nacional                                           | Francisco Lamiña Ayabaca    | 38.085  | 3,47%  |
| Movimiento Concertación Social - Izquierda Democrática                | Yolanda Torres Orus         | 35.178  | 3,21%  |
| Movimiento Alternativa Popular                                        | Enrique Gallegos Arends     | 30.578  | 2,79%  |
| Una Nueva Opción                                                      | Santiago Rivadeneira Troya  | 27.451  | 2,50%  |
| Movimiento Independiente Justo y Solidario                            | Gustavo Burgos Cabezas      | 25.531  | 2,33%  |
| Partido Renovador Institucional Acción Nacional                       | Gonzalo Pérez Sanchez       | 22.682  | 2,07%  |
| Red Ética y Democracia - Movimiento Independiente Polo Democrático    | Henry Llanes Suárez         | 7.125   | 0,65%  |
| Movimiento Tierra Fértil                                              | Marco Torres Andrade        | 5.236   | 0,48%  |
| Partido Roldosista Ecuatoriano                                        | Renato Moya Campaña         | 4.340   | 0,40%  |
| Movimiento Conciliación Nacional                                      | Freddy Mayorga Ortega       | 3.744   | 0,34%  |

### Concejales Metropolitanos Electos

#### 12 Concejales por las Parroquias Urbanas
| Partido       | Candidato a Concejal | Votos   |
| ------------- | -------------------- | ------- |
| PAIS          | María Sol Corral     | 370.051 |
| PAIS          | Marco Ponce          | 338.191 |
| PAIS          | Ximena Ponce         | 336.743 |
| PAIS          | Jorge Albán          | 335.976 |
| PAIS          | Norman Wray          | 333.831 |
| PAIS          | Luisa Maldonado      | 332.775 |
| PAIS          | Elizabeth Cabezas    | 329.105 |
| UNO           | Macarena Valarezo    | 87.325  |
| PSP           | Eddy Sánchez         | 74.338  |
| MMIN con VIVE | Pablo Ponce          | 55.370  |
| PRIAN         | Alonso Moreno        | 33.729  |
| Concertación  | Fabricio Villamar    | 33.083  |

#### 3 Concejales por las Parroquias Rurales
| Partido | Candidato a Concejal | Votos   |
| ------- | -------------------- | ------- |
| PAIS    | Dennecy Trujillo     | 105.679 |
| PAIS    | Patricio Ubidia      | 90.591  |
| PSP     | Manuel Bohorquez     | 25.427  |